# Maghdousha
Maghdousha (o Maghdouché in arabo مغدوشة‎?) è un villaggio situato 50 km a sud di Beirut, su un'altura che sovrasta la città di Sidone.
È una città a maggioranza cristiana melchita, con minoranze maronite. Durante le vacanze estive la popolazione, letteralmente, raddoppia di numero.
La fonte principale del reddito è l'agricoltura, soprattutto nella produzione di uva, cedri ed arance.

## Storia
Secondo la tradizione locale, il villaggio sarebbe stato costruito attorno alle caverne alla cui ombra si trovò a sostare la Vergine Maria, in occasione del suo viaggio nella regione di Tiro e Sidone per ascoltare le predicazioni di Gesù. Poiché secondo la legge ebraica le donne non potevano viaggiare assieme agli uomini, Maria di Nazareth decise di precedere Gesù, arrivando in Fenicia qualche giorno prima di lui e dei suoi discepoli, come anche riportato da un passo del Vangelo di Matteo.  Non conoscendo nessuno, la tradizione vuole che ella abbia trovato rifugio nelle piccole caverne che si trovano sulla collina di Maghdouché, ed attorno alle quali sorge oggi un santuario mariano di rito ortodosso melchita, la chiesa di Nostra Signora dell'Attesa.